# Union des femmes du Niger
Pour les articles homonymes, voir Union des femmes.
L'Union des femmes du Niger (abrégé UFN) est une organisation de femmes au Niger. Elle est active de 1959 à 1974.

## Histoire

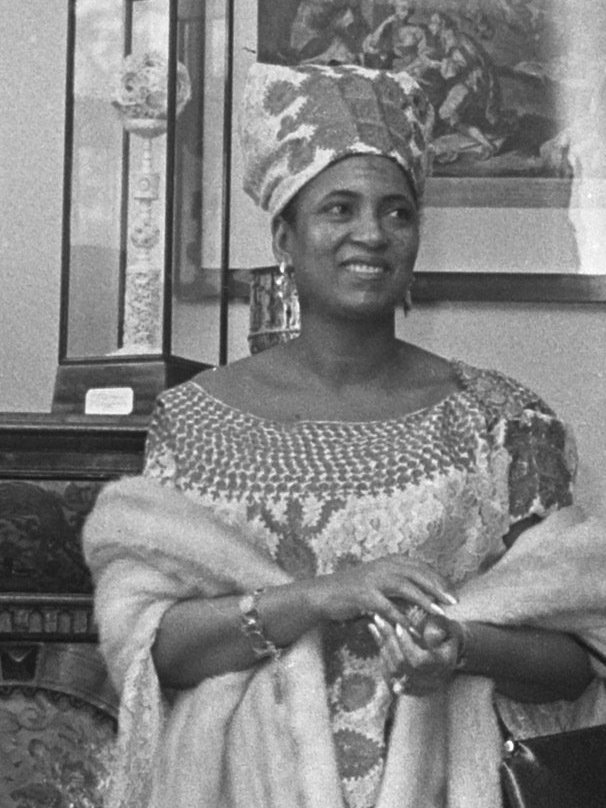
Aïssa Diori, la présidente d'honneur de l'Union des femmes du Niger (1968).

Fondée le 17 mars 1959, l'Union des femmes du Niger est issue de l'Association des femmes, fondée en 1956. Historiquement la première association de femmes au Niger, elle est établie dans la capitale Niamey. L'UFN est affiliée au Parti progressiste nigérien au pouvoir. Aïssa Diori, épouse du président Hamani Diori en a été la présidente d'honneur. La présidente de l'UFN était l'institutrice Fatou Djibo, les deux vice-présidentes étaient également enseignantes, et une autre membre notable était l'entrepreneure Jeannette Schmidt Degener .
Les groupes d'entraide de femmes avaient déjà une longue tradition au Niger. L'Union des femmes du Niger a étendu cette orientation aux revendications politiques. L'objectif primordial de l'organisation était l'égalité des droits pour les femmes et les hommes. Elle a promu l'éducation des femmes, amélioré les infrastructures sanitaires et créé des emplois spécifiques aux femmes. Elle a également fait partie des soutiens financiers du musée national du Niger. L'UFN n'a pas réussi à exiger des réformes juridiques sur le droit du mariage et le prix de la mariée ainsi que l'introduction du droit de la famille. Les membres de l'UFN ont également tenté de s'inscrire sur la liste des candidats aux élections législatives de 1970 ; finalement, il n'y eut aucune femme sur celle-ci.
La fin de l'Union des femmes du Niger survient avec le coup d'État militaire du 15 avril 1974, lorsque toutes les structures politiques existantes sont dissoutes. Une organisation qui lui a succédé, l'Association des femmes du Niger, a été fondée en 1975 sous le régime du Conseil militaire suprême.